# باشگاه فوتبال کندال تاون
باشگاه فوتبال کندال تاون (به انگلیسی: Kendal Town Football Club) یک باشگاه فوتبال در شهر کندال، کشور انگلستان است که در سال ۱۹۱۹ میلادی تأسیس شده‌است.